# San Cebrián de Mudá (kommunhuvudort)
San Cebrián de Mudá är en kommunhuvudort i Spanien.   Den ligger i provinsen Provincia de Palencia och regionen Kastilien och Leon, i den norra delen av landet, 280 km norr om huvudstaden Madrid. San Cebrián de Mudá ligger 1 042 meter över havet och antalet invånare är 184.
Terrängen runt San Cebrián de Mudá är huvudsakligen kuperad, men åt sydost är den platt. Runt San Cebrián de Mudá är det ganska glesbefolkat, med 21 invånare per kvadratkilometer. Närmaste större samhälle är Aguilar de Campóo, 15,1 km sydost om San Cebrián de Mudá. Omgivningarna runt San Cebrián de Mudá är en mosaik av jordbruksmark och naturlig växtlighet.